# Tatra 603
 (janvier 2023).
La Tatra 603 est une routière tchécoslovaque, produite entre 1957 et 1975 par le constructeur automobile Tatra. Sa ligne atypique, son confort de haut niveau et son V8 arrière en faisaient l’une des voitures de l’Est les plus désirables de l’époque.

## La 603/1: si particulière
Le 29 janvier 1954, plus d’un an après la disparition de la Tatraplan, les autorités tchécoslovaques donnent leur feu vert pour sa remplaçante dont le dessin est confié au designer tchécoslovaque František Kardaus. Les ingénieurs se mettent au travail, et le premier prototype roule en septembre 1955. La présentation a lieu un an plus tard, à la Foire de Brno.
Produite à partir du printemps 1957 dans l’usine de Příbor, la 603 étonne par son style très personnel et avant-gardiste, et surtout par ses trois phares avant, abrités derrière une vitre. L’aérodynamique est toujours excellente, puisque le Cx s’établit à 0,36 car cette voiture doit pouvoir rouler vite. Sous le capot arrière, on trouve un V8 2,5 l refroidi par air, développant 95 ch. La carrosserie autoportante est quant à elle fixée sur un plancher plat, tandis que la suspension est assurée par des amortisseurs hydrauliques. Les performances ne sont pas oubliées, avec 160 km/h en vitesse de pointe, rapide pour l'époque. En 1959, la cylindrée diminue légèrement (2 472 cm3) par réduction de l’alésage. La voiture perd entre-temps son pare-brise en deux parties, tandis que la vitre de protection des phares est désormais divisée en trois.

## La 603/2: plus puissante et plus moderne
À l’occasion de la Foire de Brno 1962, la 603 connaît un léger restylage et devient « 603/2 ». Les phares, très rapprochés, sont désormais au nombre de quatre, et non plus trois ; le tableau de bord est repensé, et les feux sont plus imposants. En 1963, le V8 passe à 105 ch. Dès 1962, la direction cherche à remplacer la 603 et construit un prototype dénommé « 603A », testé en 1964 puis abandonné. Il est racheté par un employé de l’usine. L’usine Tatra de Bratislava en imagine une version ambulance avant de présenter en 1966 son propre projet de remplacement, la 603X, qui restera unique. En 1966 et 1967, la 603 reçoit quelques modifications dans l’habitacle, voit ses clignotants blancs devenir orange et on installe un pare-brise plus grand.

## La 603/3: l'héritière du mythe
La 603/3 fait son apparition en septembre 1968. Les freins sont à disque et on remarque les phares moins rapprochés ainsi que les pare-chocs modifiés. Ayant duré sept ans, c’est la version de la 603 la plus répandue mais aussi la plus aboutie. Jusqu’à l’arrivée de la 613, la Tatra 603 est la coqueluche des taxis, de l’administration et de la police. La dernière et 20 422e Tatra 603 sort des chaînes le 25 octobre 1975, laissant pleinement la place à la 613.

## La 603 en Europe
Si quelques modèles furent exportés en RDA et à Cuba, la carrière européenne de la 603 fut un échec : trois immatriculations en RFA, deux en Belgique, une en Suisse et une aux Pays-Bas. Tatra avait pourtant fait le tour des grands salons de l’Ouest : Francfort en 1957 et 1960, Paris et Genève en 1958, Bruxelles en 1960, etc. La 603 fit bien mieux sur les rallyes européens, elle participa avec un certain succès au Rallye Wartburg, au Liège-Sofia-Liège, à l’Alpenfahrt, au Tour de Belgique et au Marathon de la Route (où deux 603 terminèrent respectivement 3e et 4e en 1965). Pour cela, Tatra avait mis au point une version 603 B5 (huit exemplaires produits entre 1966 et 1967) développant 150 ch et emmenant la limousine à 195 km/h.

## Autour de la 603
Sa mauvaise tenue de route, due à son moteur arrière en porte-à-faux, lui a valu le surnom de « tueuse de ministre » ; la légende (non vérifiée et probablement fausse) prétend qu'elle aurait fait plus de morts parmi les hauts dignitaires du parti que les purges staliniennes[réf. nécessaire].
La production de voitures de tourisme par le constructeur n'était pas prévue au programme de l'organisation industrielle tchécoslovaque qui avait cantonné Tatra à la production de camions, laissant Škoda seul sur le marché mais certains dirigeants ont été séduits par le prototype et souhaitaient une voiture de très haut rang équivalente à la GAZ Chaïka russe.
La 603 et son prototype furent avant tout le banc d'essai d'un nouveau moteur conçu pour les camions de la marque.
La 603 était équipée d'un chauffage indépendant fonctionnant à l'essence, qui permettait de chauffer la voiture sans devoir démarrer le moteur ; il était placé sous la banquette avant. Le modèle suivant (613) fut équipé de deux de ces chauffages.

## Dans la culture populaire
La voiture fait un passage dans le film français Fallait pas !… de et avec Gérard Jugnot, 1996, où elle est utilisée par le personnage pour fuir les gourous d'une secte sur les routes enneigées, laissant ainsi apprécier sa tenue de route particulière, la voiture est brûlée lors du film.
Dans le film L'Aveu de Costa-Gavras (1969), Yves Montand est embarqué, lors de son arrestation, dans une 603, voiture officielle de la police politique tchécoslovaque. Cependant l'action se passe en 1951, donc avant la commercialisation de la voiture.
Dans le film Les Désastreuses Aventures des orphelins Baudelaire, Arthur Poe, le directeur de la banque conduit une 603.
Dans le film Des nouvelles du bon Dieu, de Didier Le Pêcheur, la Tatra 603 est utilisée comme taxi et conduite par Marie Trintignant. Deux exemplaires de la voiture furent utilisés, dont un détruit, pour la séquence finale.
Dans l'album de bande dessinée Partie de chasse (Pierre Christin et Enki Bilal), le dirigeant communiste tchèque Pavel Havelka se déplace à bord d'une Tatra 603 qu'il conduit lui-même.

## Galerie

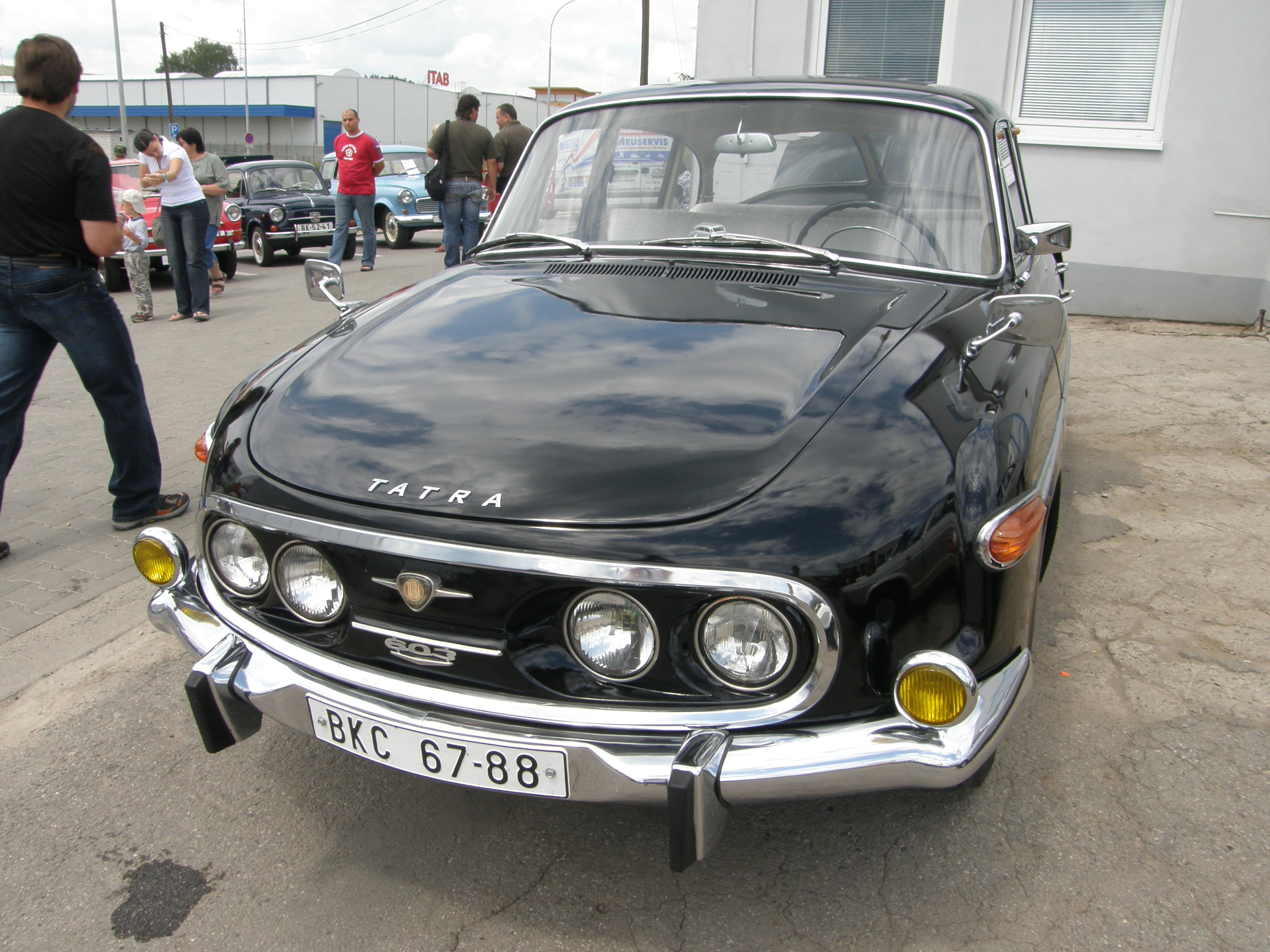
Tatra 603/3.
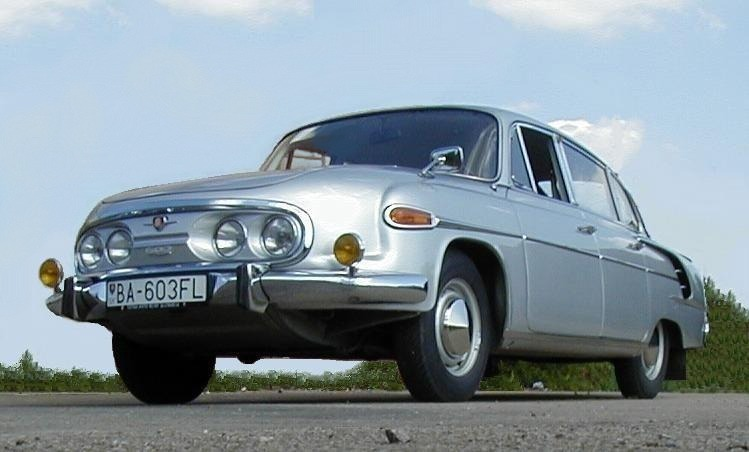
Tatra 603/2.
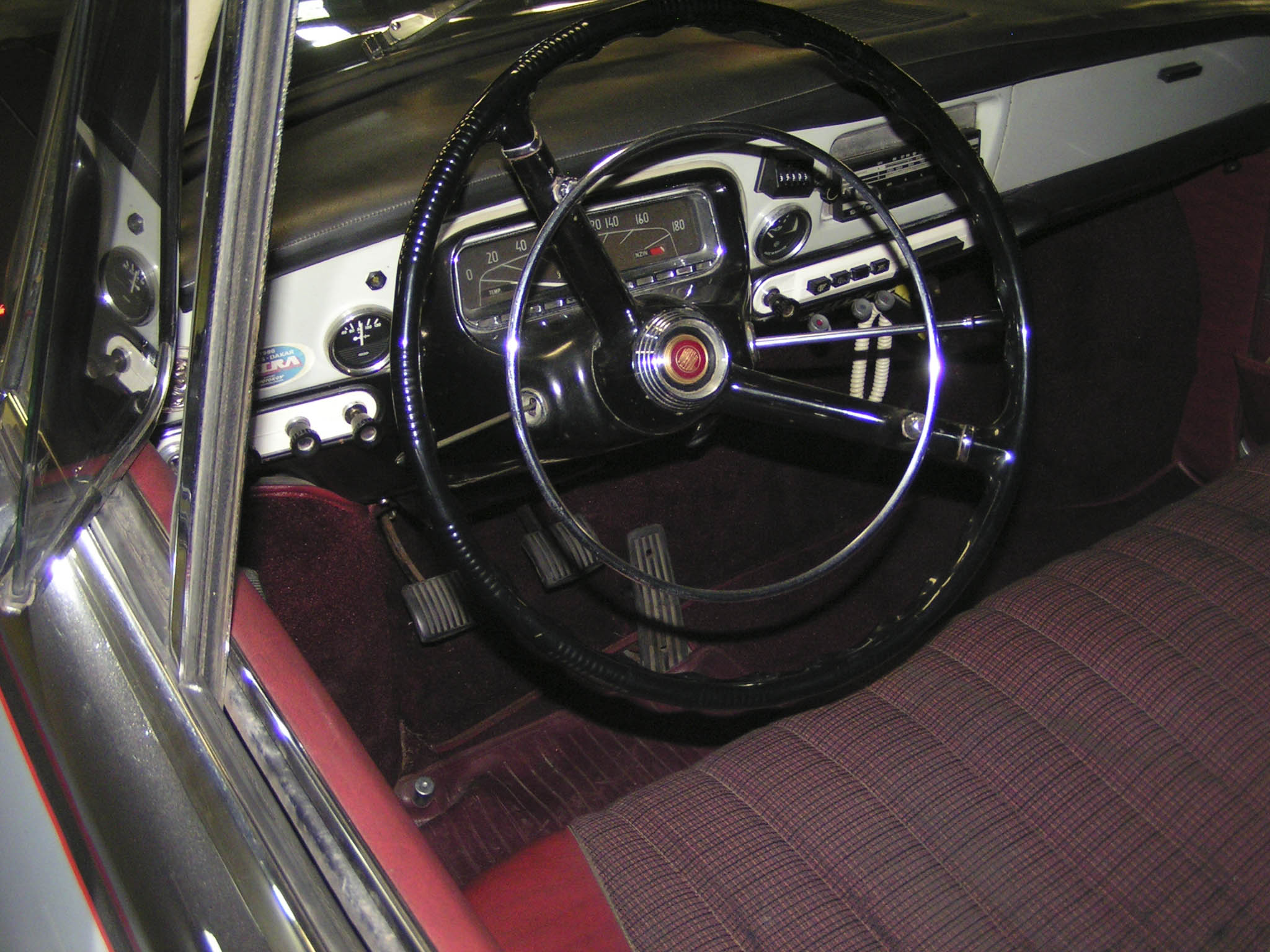
Intérieur d’une 603/2.
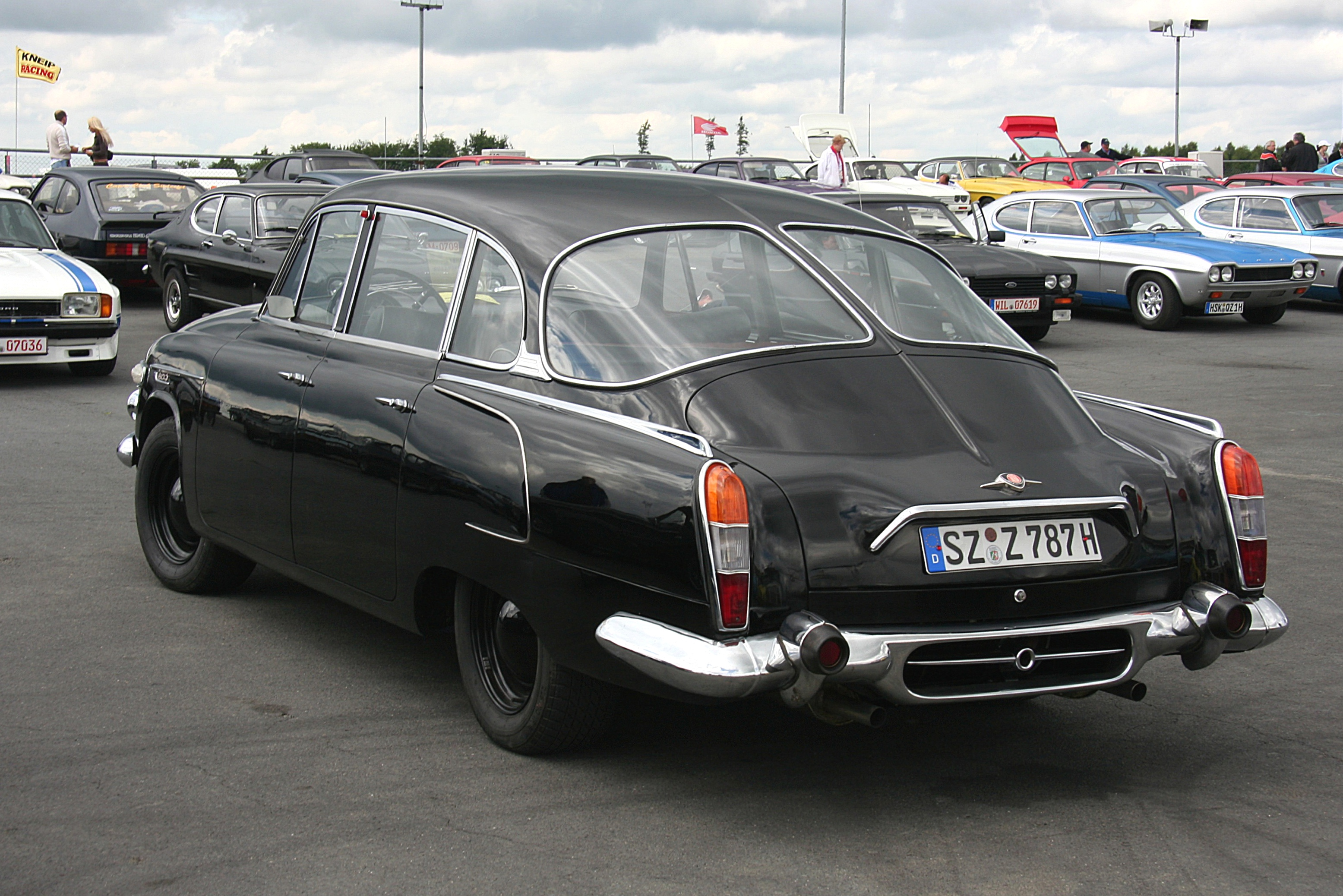
Tatra 603/1.
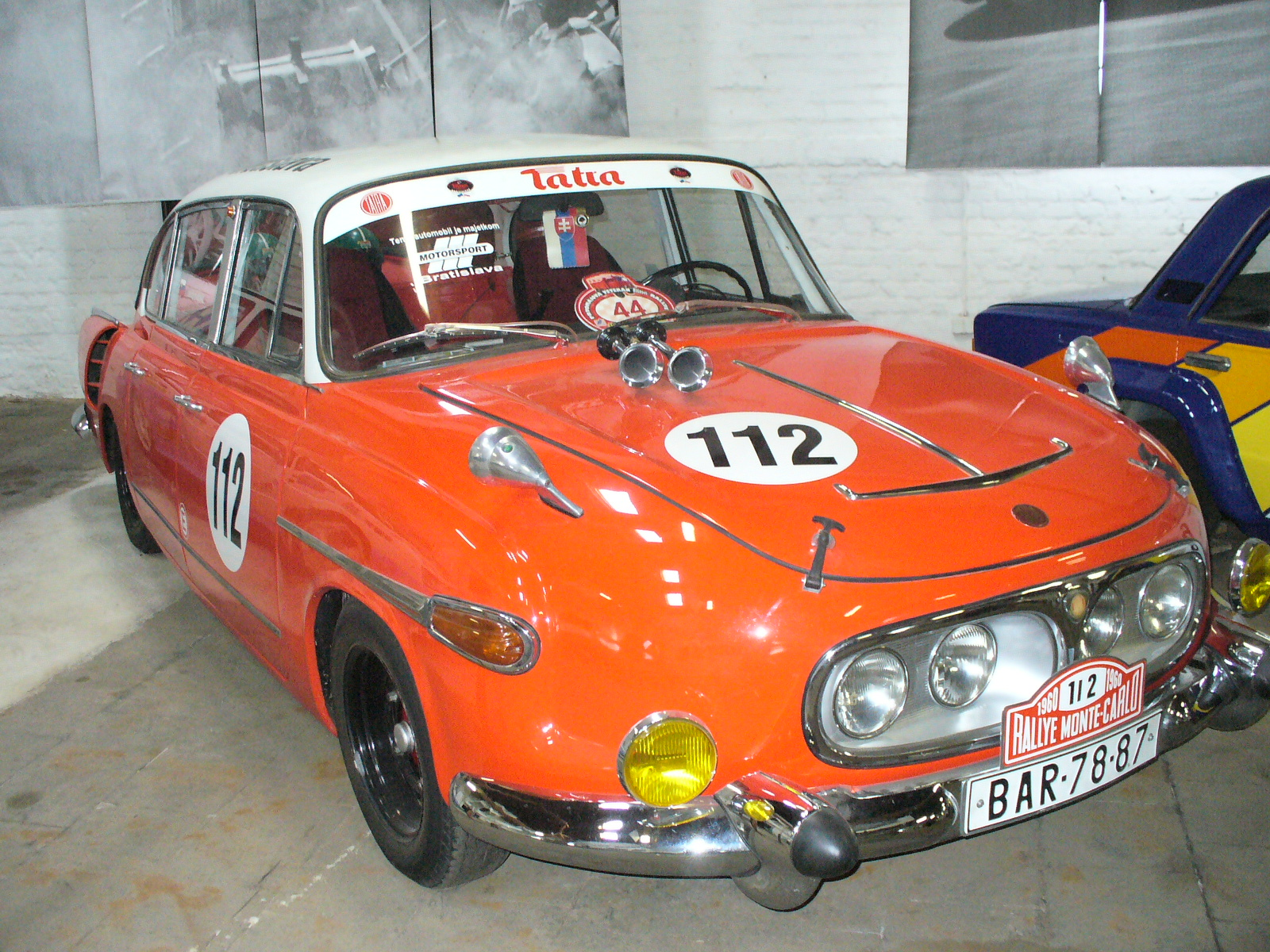
Une 603 engagée au Rallye Monte-Carlo en 1960.
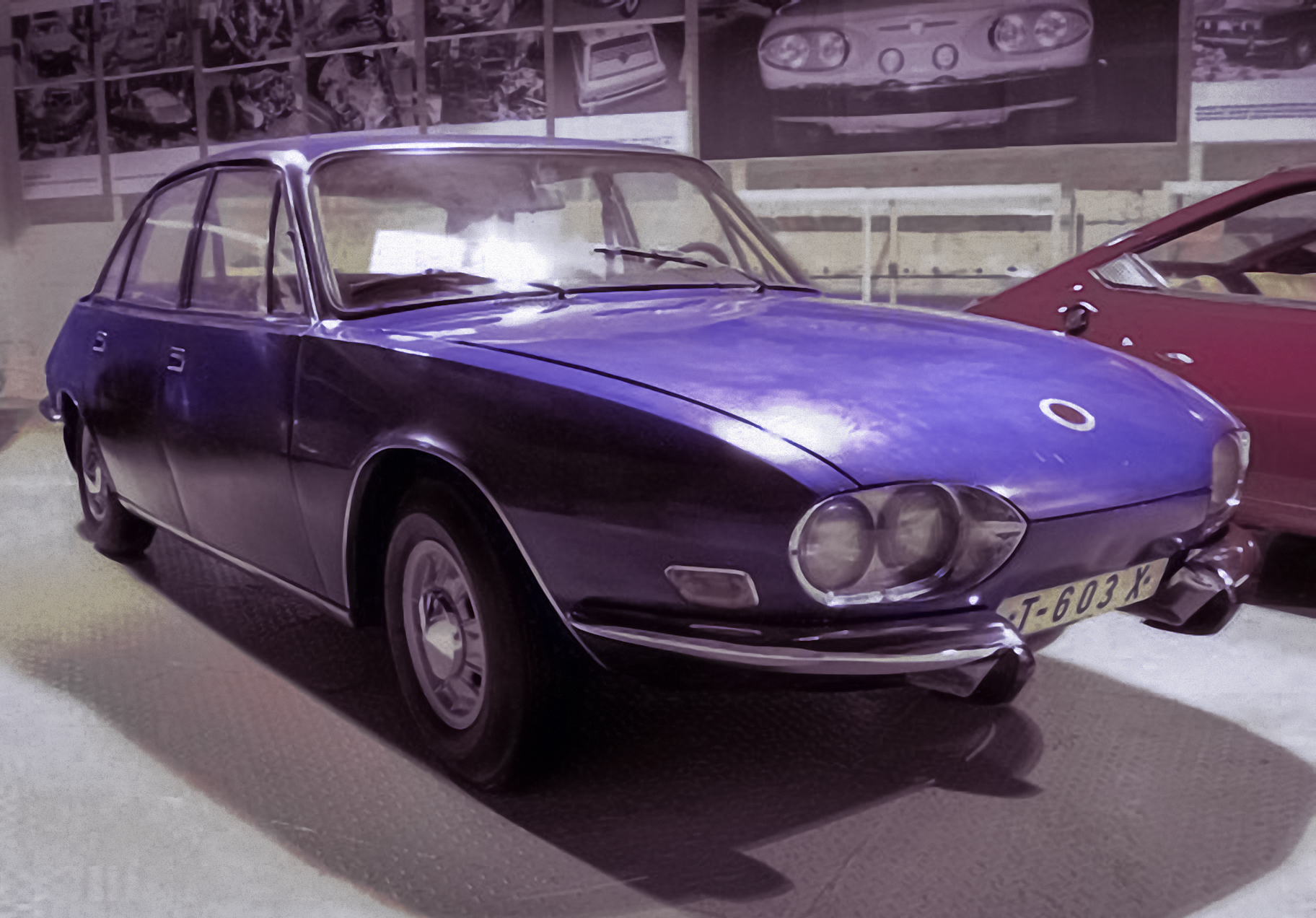
Tatra 603X.
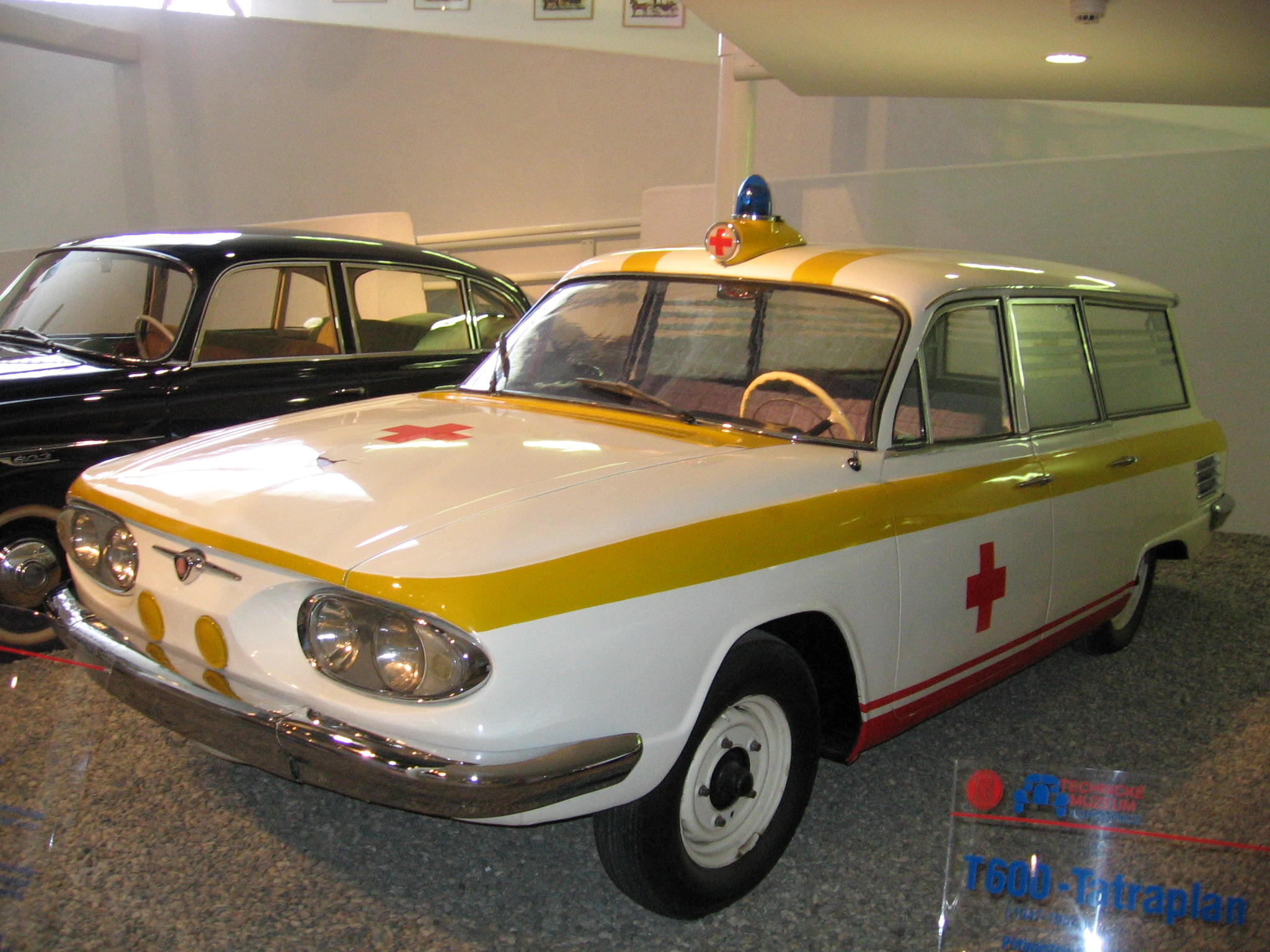
Tatra 603A Ambulance.